# モントリオール地下鉄イエローライン
モントリオール地下鉄グリーンライン（仏語:Ligne Jaune）は、カナダケベック州モントリオールにあるモントリオール地下鉄の路線である。ベリ・UQAM駅とロングイユ駅を結んでいる。路線番号は4号線。フランス語ではリーニュ・ジョーヌ。

## 概要
1967年にベリ・UQAM駅（開通時はBerri-de Montigny駅）とロングイユ駅間が開通。開業の約6ヶ月後から営業している路線。モントリオール市とセント・ローレンス川を挟んでロングイユとの間を結んでいる。フランス語ではリーニュ・ジョーヌと呼ぶ。モントリオール地下鉄で最も短い路線で、たったの3駅しかない。これは、モントリオール万国博覧会の会場への客輸送のために造られた路線だからである。ただし、この路線には延伸計画が存在し、今後延伸される可能性もある。全区間が地下区間となっている。3番目に開通した路線であるが路線番号が4号線と付けられているのは後に計画中止となった3号線の建設計画があったからである。

## 駅
| 駅                                                                    | 営業キロ | 開通年 | 接続路線、施設                                               |
| --------------------------------------------------------------------- | -------- | ------ | ------------------------------------------------------------ |
| ベリ・UQAM駅(Berri-UQAM)                                              | 0.0      | 1967年 | ■グリーンライン、■オレンジライン                             |
| ジャン・ドラピュー駅(Jean-Drapeau)                                    |          | 1967年 | ジル・ヴィルヌーヴ・サーキット、ラ・ロンド、モンレアル賭博場 |
| ロングイユ・シェルブルック大学駅 (Longueuil–Université-de-Sherbrooke) | 4.25     | 1967年 | ロングイユバスターミナル(AMT)、シャーブルック大学            |

## ギャラリー

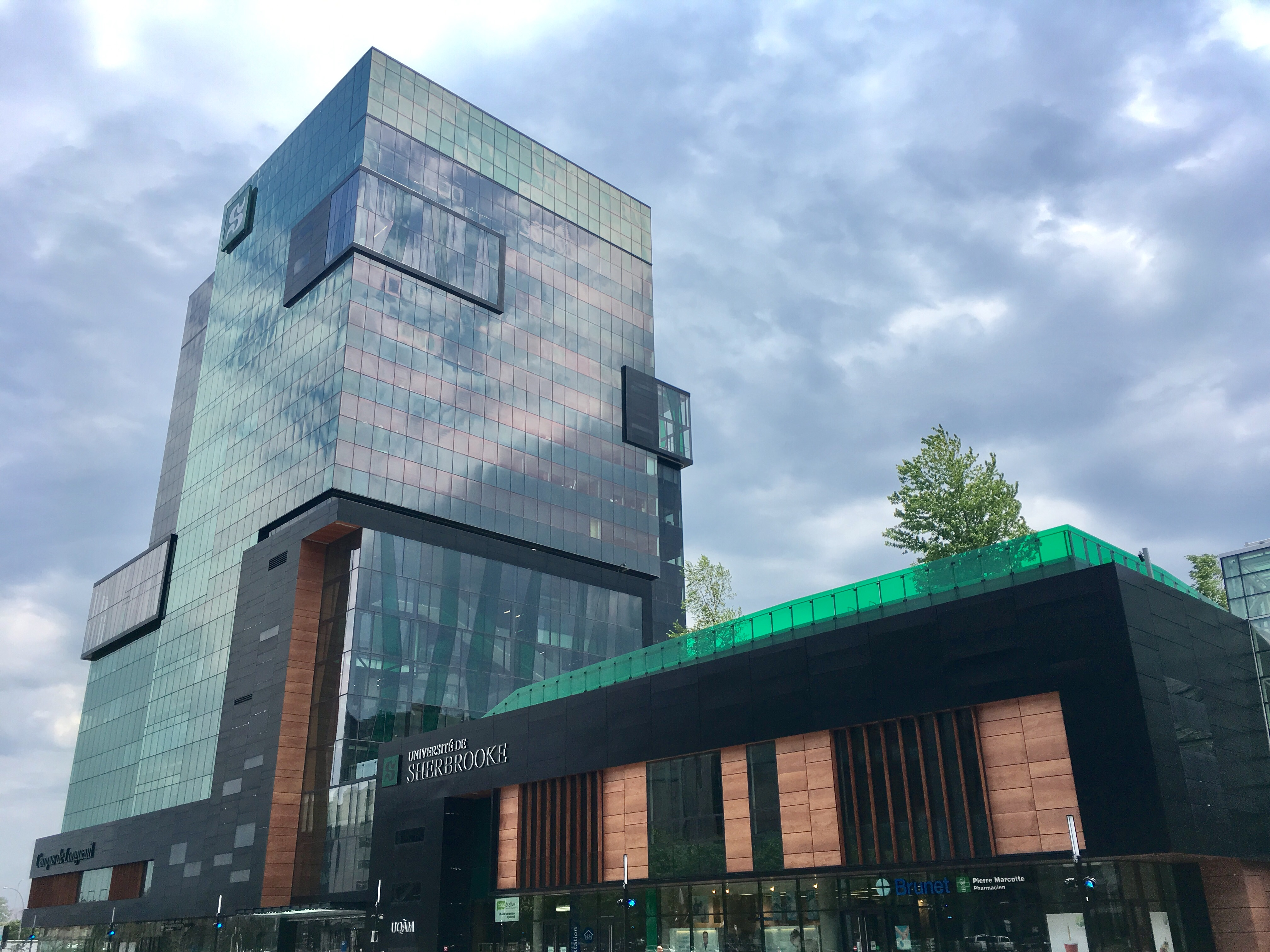
ロングイユ・シェルブルック大学駅の出口
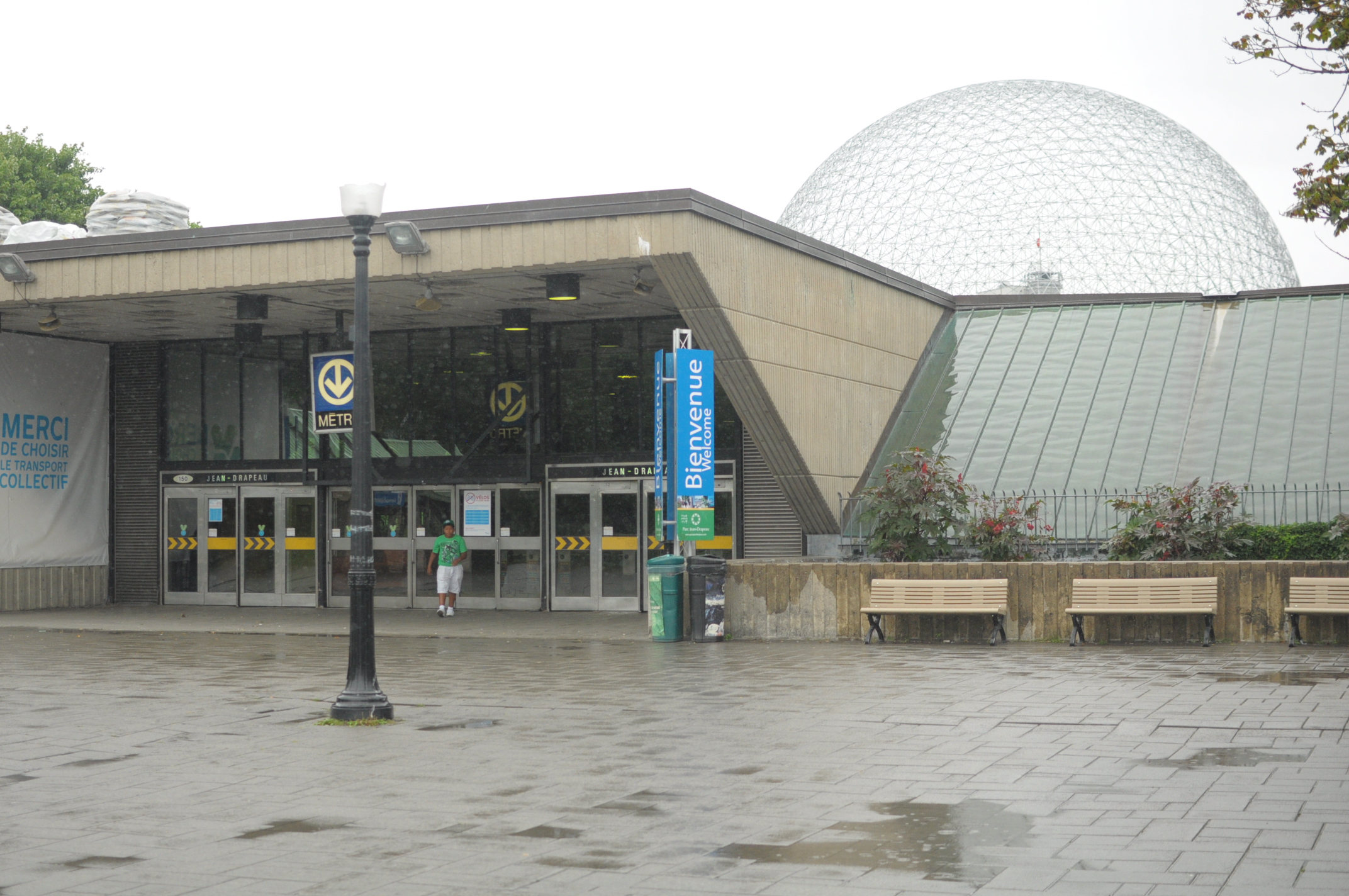
ジャン・ドラピュー駅